# Luchthaven Mestia
De Koningin Tamar Mestia-luchthaven (Georgisch: მესტიის თამარ მეფის სახელობის აეროპორტი, Mestiis Tamar Mepis Sakhelobis Aeroporti ), is een binnenlandse luchthaven op ongeveer twee kilometer ten noordoosten van Mestia, een stadje in de regio Samegrelo-Zemo Svaneti in het noordwesten van Georgië. De luchthaven is eigendom van en wordt uitgebaat door United Airports of Georgia, een staatsbedrijf. 
Bij de opening van het vliegveld van Mestia in 2010 werd het vernoemd naar koningin Tamar, heerseres over Georgië gedurende de tweede helft van de zogenoemde Georgische Gouden Eeuw (1100-1225). Het vliegveld ligt op 1.456 meter boven zeeniveau in het dal bij Mestia, ingeklemd tussen de bergen van de Grote Kaukasus. Het verwerkte in 2023 ruim tienduizend passagiers.

## Algemeen

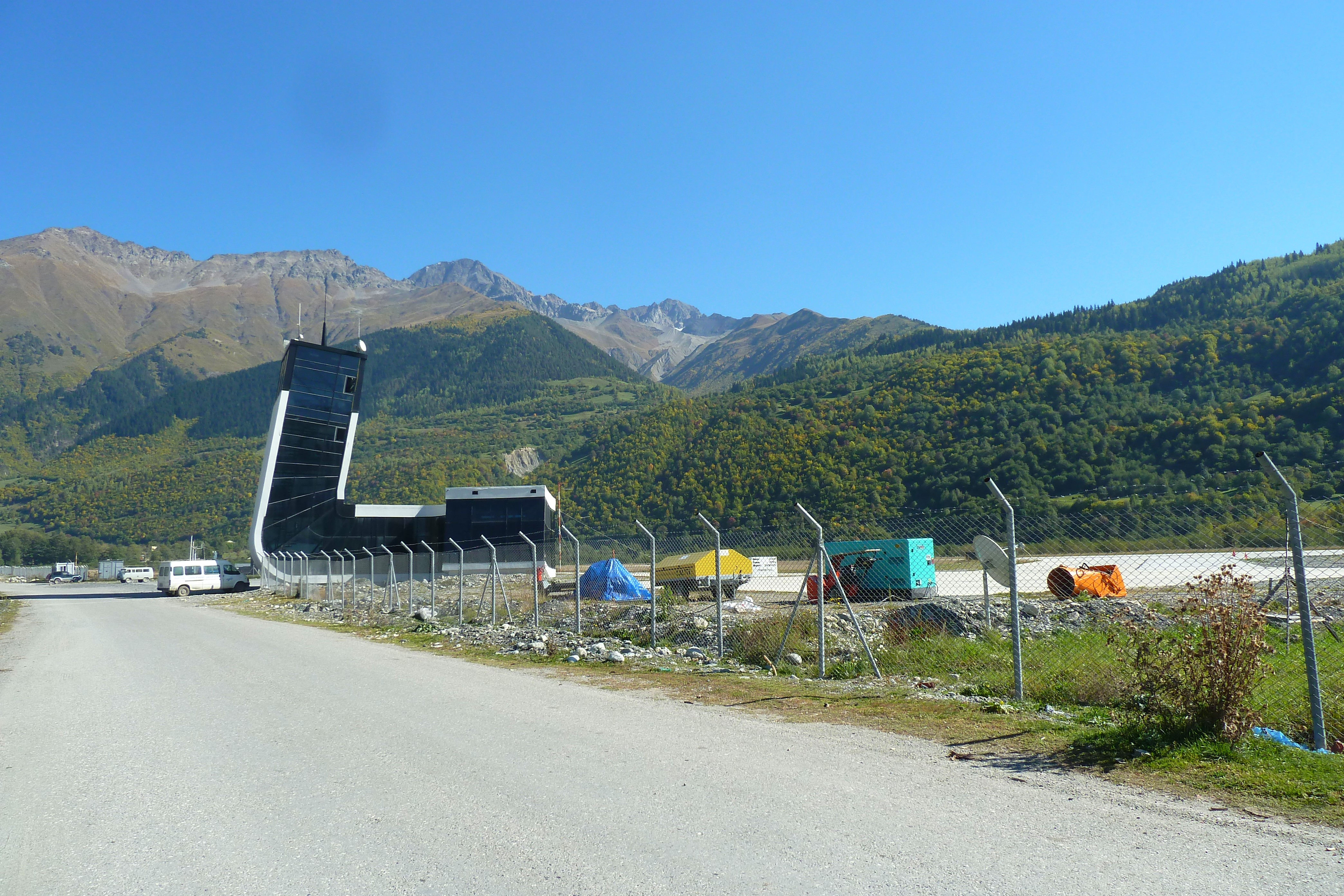
Het markante luchthavengebouw

De luchthaven van Mestia is een klein vliegveld, met een korte verharde landingsbaan van 1.156 meter, dat slechts binnenlands wordt aangedaan. Het ligt op 1.456 meter boven zeeniveau in de vallei van de Mestiatsjala rivier die vanaf de Tsjaladigletsjer en de Russische grens zich in Mestia bij de Engoeri rivier voegt, te midden van ruim 3.000 meter hoge bergen. Het bedient niet alleen het zomertoerisme naar de bergen van Svanetië, maar ook de wintersportoorden Hatsvali en Tetnoeldi. Door de afgelegen ligging van de moeilijk bereikbare bergvallei werd er al in de Sovjettijd op het regionale centrum Mestia gevlogen. Dat was niet zonder risico's. Tweemaal stortte bij Mestia een Antonov An-2 tweedekker neer.
Vanaf de opening in 2010 tot 2013 werden de Mestia - Natachtari (Tbilisi) vluchten uitgevoerd door Kenn Borek Air uit Canada, een bedrijf gespecialiseerd in vluchten in moeilijke omstandigheden, met een DHC-6 Twin Otter. Dit contract werd medio 2013 beëindigd, maar mede door een politiek dispuut over de staatsfinanciering van de bouw van de vliegvelden van Mestia en Koetaisi werd er tot zomer 2014 niet meer met een geregelde dienst gevlogen op Mestia. Het Georgische Service Air (vliegend onder de naam Vanilla Sky) won de nieuwe aanbesteding op de route van Natachtari - Mestia. Niet lang daarna volgde de route Koetaisi - Mestia. De vluchten worden uitgevoerd met een 19-zits Let L-410, maar Vanilla Sky bezit sinds 2019 ook een 30-zits Embraer EMB 120 Brasilia.    
Door het uitbreken van de coronapandemie in 2020 werd het vliegverkeer naar, van en in Georgië van overheidswege geheel stilgelegd behoudens ministerieel gemandateerde vluchten. Terwijl het internationale verkeer pas in februari 2021 werd opengesteld, werd het binnenlandse luchtverkeer in de zomer van 2020 weer opengesteld. Voor Mestia betekende dat allereerst de vluchten op Natachtari werden hersteld. Hierdoor is de impact voor de luchthaven van Mestia relatief beperkt gebleven, vergeleken met de internationale luchthavens van Georgië. In november 2021 volgde de heropening van de verbinding Mestia - Koetaisi.

## Historie
In de Sovjetperiode werd al op Mestia gevlogen. Maar na de Rozenrevolutie van 2003, toen het stimuleren van toerisme een speerpunt van beleid werd, werd Mestia snel aangemerkt voor een nieuw vliegveld met een verharde landingsbaan. In december 2010 werd het Koningin Tamar vliegveld geopend door president Micheil Saakasjvili, die met de regering in kwam vliegen voor een kabinetsvergadering. Het luchthavengebouw, ontworpen door de Duitse architect Jürgen Mayer, is het meest opvallende aan het vliegveld. Het is een moderne variant op de Svan torens, de middeleeuwse woontorens die kenmerkend voor de regio zijn.

## Luchtvaartmaatschappijen en bestemmingen
| Luchtvaartmaatschappijen | Bestemmingen                   |
| ------------------------ | ------------------------------ |
| Vanilla Sky              | Koetaisi, Natachtari (Tbilisi) |

## Statistiek
| Jaarlijks aantal reizigers Mestia | Jaarlijks aantal reizigers Mestia | Jaarlijks aantal reizigers Mestia | Jaarlijks aantal reizigers Mestia | Jaarlijks aantal reizigers Mestia |
| --------------------------------- | --------------------------------- | --------------------------------- | --------------------------------- | --------------------------------- |
| Jaar en passagiers                |                                   |                                   |                                   | Groei                             |
| 2010 0 45                         | 2010 0 45                         |                                   | -                                 | -                                 |
| 2011 04.580                       | 2011 04.580                       |                                   | 10.178%                           | 10.178%                           |
| 2012 02.922                       | 2012 02.922                       |                                   | 036,2%                            | 036,2%                            |
| 2013 0 885                        | 2013 0 885                        |                                   | 069,7%                            | 069,7%                            |
| 2014 01.343                       | 2014 01.343                       |                                   | 0151,8%                           | 0151,8%                           |
| 2015 04.465                       | 2015 04.465                       |                                   | 0232,5%                           | 0232,5%                           |
| 2016 04.214                       | 2016 04.214                       |                                   | 05,6%                             | 05,6%                             |
| 2017 07.256                       | 2017 07.256                       |                                   | 072,2%                            | 072,2%                            |
| 2018 06.858                       | 2018 06.858                       |                                   | 05,5%                             | 05,5%                             |
| 2019 08.625                       | 2019 08.625                       |                                   | 025,8%                            | 025,8%                            |
| 2020 03.165                       | 2020 03.165                       |                                   | 063,3%                            | 063,3%                            |
| 2021 05.141                       | 2021 05.141                       |                                   | 062,4%                            | 062,4%                            |
| 2022 09.385                       | 2022 09.385                       |                                   | 082,6%                            | 082,6%                            |
| 2023 010.217                      | 2023 010.217                      |                                   | 08,9%                             | 08,9%                             |
| 2024 09.759                       | 2024 09.759                       |                                   | 04,5%                             | 04,5%                             |